# Robin Moore
Pour l’article homonyme, voir Moore.
Robert Lowell Moore, Jr., dit Robin Moore, né le 31 octobre 1925 à Boston dans le Massachusetts (États-Unis) et décédé le 21 février 2008 à la suite d'une maladie, est un écrivain américain.

## Biographie
En 1944, Moore Jr. fait un service militaire de deux ans dans l'US Air Force. Diplômé de l'université Harvard en 1949, il devient producteur indépendant à la télévision jusqu'en 1953, puis il se cantonne dans le milieu de la publicité. 
En 1965, la parution du roman Les Bérets verts le rend célèbre : Moore avait suivi l'entraînement de ce bataillon d'élite qu'il avait suivi au Viêt Nam pour offrir un document réaliste avec des informations de première main. Hollywood s'empare du roman, mais sous les pressions du Pentagone, le contenu critique du livre est détourné au profit d'une valorisation de la guerre comme le souhaite John Wayne et le scénariste James Lee Barrett.  
En 1969 paraît un nouveau roman de Moore, The French Connection, qui inspirera le film de William Friedkin en 1971.